# The Animals on Tour
The Animals on Tour è il secondo album in studio pubblicato negli USA nel 1965 dal gruppo rock inglese The Animals.

## Tracce
Side 1
1. Boom Boom (John Lee Hooker) [edited version] – 2:57
2. How You've Changed (Chuck Berry) – 3:10
3. Mess Around (Ahmet Ertegün aka Ahmet Nugetre) – 2:18
4. Bright Lights, Big City (Jimmy Reed) – 2:52
5. I Believe to My Soul (Ray Charles) – 3:23
6. Worried Life Blues (Big Maceo Merriweather) – 4:09

Side 2
1. Let the Good Times Roll (Leonard Lee) – 1:52
2. I Ain't Got You (Calvin Carter) – 2:27
3. Hallelujah I Love Her So (Ray Charles) – 2:43
4. I'm Crying (Alan Price, Eric Burdon) – 2:30
5. Dimples (John Lee Hooker, James Bracken) – 3:15
6. She Said Yeah (Roddy Jackson, Sonny Christy) – 2:19

## Formazione
- Eric Burdon – voce
- Alan Price – tastiere
- Hilton Valentine – chitarra
- Chas Chandler – basso
- John Steel – batteria